# جوني شتورم
جوني شتورم (بالإنجليزية: Johnny Sturm)‏ هو لاعب كرة قاعدة أمريكي، ولد في 23 يناير 1916 في سانت لويس في الولايات المتحدة، وتوفي بنفس المكان في 8 أكتوبر 2004.

## وصلات خارجية
- جوني شتورم على موقعبيزبول رفرنس.كوم (الدوري الرئيسي) (الإنجليزية)
- جوني شتورم على موقعبيزبول رفرنس.كوم (الدوري الثانوي) (الإنجليزية)